# ليون ثيرمن

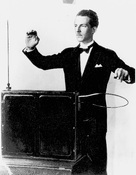
ليون ثيرمن وهو يعزف على آلة الثيرمن

ليف سيرجيفيتش تيرمن (27 أغسطس 1896م - 3 نوفمبر 1993) أو ليون ثيرمن  عالم روسي ومخترع سوفييتي، أشهر اختراعاته آلة الثيرمن، إحدى أوائل الآلات الإلكترونية الموسيقية ويعتبر أول منتج شامل.
كما ابتكر تقنية المسح المتداخل لتحسين جودة إشارة الفيديو، والتي لا زالت تستخدم على نطاق واسع في الفيديوهات وتقنيات التلفزيون. جهاز الاستماع الخاص به "The thing" أو الشيء، علق لسبع سنوات في مكتب سفير الولايات الأمريكية المتحدة. تم اعتبارها على أنها أساس بنية تقنية تحديد الهوية بموجات الراديو.

## النشأة
ولد ليون ثيرمن في سانت بطرسبرغ، إمبراطورية روسيا عام 1896م من عائلة من عوائل الهوغونوتيون الفرنسية ومن أصل ألماني. كانت له أخت اسمها هيلينا.
في الصف السابع من مدرسته الثانوية قبل مجيء المستمعين من الطلاب وأولياء الأمور شرح العديد من التأثيرات البصرية مستخدماً الكهرباء.
في سن السابعة عشر، عندما كان في آخر سنة دراسية في الثانوية، حصل على مختبره الخاص في منزله لتجاربه مع الدوائر الكهربائية ذات التردد المرتفع، البصريات والمجالات المغناطيسية.
ثيرمن ذكر أنه عندما كان في آخر سنة دراسية، أنشأ ملف تسلا ذو مليون فولت ولاحظ توهج شديد مع محاولاته لتأيين الهواء. تمنى لاحقاً إكمال بحثه عن هذه التأثيرات مستخدماً مصادر الجامعة.

## الحرب العالمية الثانية والحرب الروسية الأهلية
بالرغم من أن ثيرمن كان في سنته الأكاديمية الثانية، إلا أن مقر كلية الفيزياء والفلك وصته بالذهاب إلى مدرسة نيكولايمفسكا للهندسة العسكرية في سانت بطرسبرغ، والتي عادةً ما كانت تقبل طلاب السنة الرابعة فقط. ذكر ثيرمن أن لوفي طمأنه أن الحرب لن تبقَ طويلاً وأن هذه المعاناة الحربية قد تكون مفيدة للتجارب والتطبيقات العلمية.
بدأت خدمته العسكرية عام 1916م، ثيرمن انتهى من مدرسة الهندسة العسكرية في ستة أشهر، احرز تقدم خلال تخرج ضباط المدرسة الإلكترونية، وحصل على دبلوم هندسة الراديو العسكرية في السنة نفسها، في الدورة المتكونة من ثلاث سنوات ونصف أشرف على بناء محطة راديو في ساراتوف لتوصيل منطقة الفلوجا مع موسكو، تخرج من جامعة بطرسبرغ، وأصبح نائب قائد مختبر تقنية الراديو العسكرية في موسكو.
أثناء حرب روسيا الأهلية، في أكتوبر 1919م، ضابط الجيش الأبيض نيكولاي نيكولايفيتش يوينيش تقدم على بطرسبرغ من جانب دتسكوي سيلو، بقصد الاستيلاء على محطة الراديو لإعلان الفوز على البولشيكس. ثيرمن والآخرون أخلوا المحطة، وارسلوا المعدات شرقاً على السكة، ثيرمن فجر لاحقاً متفجرات لتحطيم هوائيات السارية ذات طول الـ120 متر قبل السفر إلى بطرسبرغ لتأسيس محطة استماع عالمية. وقد درب متخصصي راديو ولكنه أعلن بصعوبات في الحصول على الطعام والعمال مع خبرات أجنبية والذي وصفهم على حد قوله بالمتشائمين السطحيين.

## التجسس

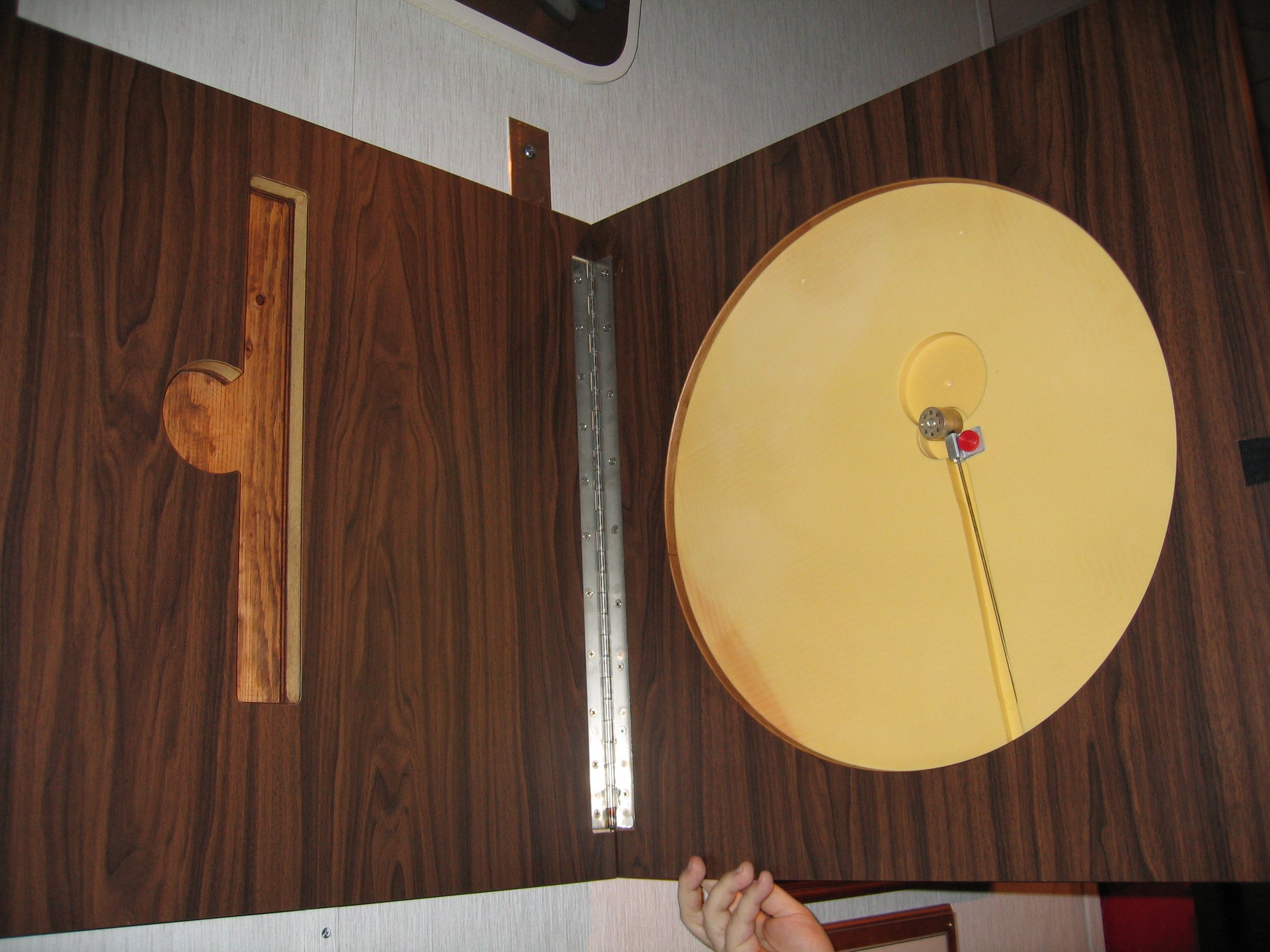
"The Thing" جهاز "الشيء"

خلال عمله في شراشكا، عندما تحمل مسؤولية العاملين الآخرين، ثيرمن أنشأ نظام البوران للتنصت. والذي كان الأساس إلى مسجل الصوت الليزري، كان يعمل باستخدام الأشعة التحت حمراء من مسافة لاستشعار اهتزازات الصوت في زجاج النوافذ. لافرينتي بيريا، رئيسة منظمة الشرطة السرية استخدمت هذا الجهاز للتجسس على سفارات بريطانيا وفرنسا والولايات الأمريكية المتحدة في موسكو. وفقاً إلى جاليف، بيريا قد تجسست على ستالين أيضاً؛ ثيرمن احتفظ ببعض من التسجيلات في شقته. عام 1947م، ثيرمن منح جائزة ستالين لاختراعه في مقر تكنولوجيا التجسس السوفييتي
ثيرمن اخترع جهاز استماع آخر اسماه الشيء. مموه في نسخة من ختم الولايات الأمريكية المتحدة العظيم منقوش في خشب. عام 1945م قدمت مدرسة أطفال سوفيتيية جهاز تنصت مخفي إلى سفير الولايات الأمريكية المتحدة على أنه «إشارة الصداقة» في تحالف اتحاد الجمهوريات السوفييتية في الحرب العالمية الثانية. علقت في مكتب السفير السكني في موسكو واعترضت محادثات سرية خلال سبع سنوات منالحرب الباردة، إلى ان تم اكتشافه بالصدفة عام 1952م.

## حياته اللاحقة
بعد إصداره عام 1947م، ثيرمن تطوع ليبقى على عمل مع KGB إلى عام 1966م. بحلول عام 1947م تزوج ثيرمن مع ماريا جوسشينا، والتي تعتبر زوجته الثالثة، انجب منها طفلين: لينا وناتاليا.

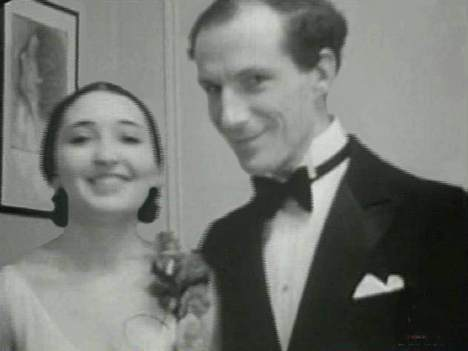
ليون ثيرمن وزوجته الثالثة كلارا روكمور.

ثيرمن عمل في كونسر فاتوار موسكو للموسيقى لعشر سنوات في المكان الذي تعلم منه، ثم اخترع آلة الثيرمن. هناك التقى بـ هارولد شونبرج، قائد فرقة موسيقية من النيويورك نايمز، والذي كان يزور الكونسرفاتوار. ولكن عندما ظهرت مقالة كتبها شونبرج ذكر فيها ثيرمن، مخرج ومدير الكونسرفاتوار صرح بأن «الكهرباء ليست جيدة للموسيقى؛ الكهرباء تستخدم للإعدام» وأزال آلته الموسيقية من الكونسرفاتوار. وتم منع أي مشاريع لآلات موسيقية إلكترونية.
في السبعينيات، ليون ثيرمن كان بروفسور فيزياء في جامعة موسكو الحكومية، مطوراً اختراعاته ومشرفاً على الطلبة المتخرجين.
بعد 51 سنة في مقر الاتحاد السوفييتي ثيرمن بدأ في السفر، زار أولاً فرنساً في يونيو 1989م ولاحقاً زار الولايات الأمريكية المتحدة عام 1991م، مصطحباً ابنته ناتاليا. ثيرمن أتى إلى نيويورك من قبل صانع أفلام ستيفن م. مارتن في المكان الذي لم شمله مع كلارا روكمور. وأنشأ أيضاً قاعة شروحات في الكوسنرفاتوار الملكي في ولاية لاهاي في مطلع عام 1993م قبل موته في موسكو عام 1993م في سن 97 عاماً.

## روابط خارجية
- ليون ثيرمن على موقع IMDb (الإنجليزية)
- ليون ثيرمن على موقع ميوزك برينز (الإنجليزية)
- ليون ثيرمن على موقع ديسكوغز (الإنجليزية)